# Isidore Battikha

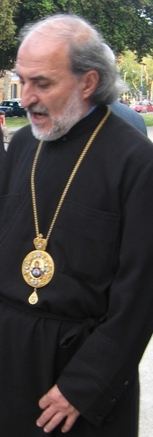
Erzbischof Isidore Battikha

Isidore Battikha BA (* 28. Juli 1950 in Aleppo, Syrien) ist emeritierter melkitischer Erzbischof von Homs in Syrien.

## Leben
Isidore Battikha wurde am 11. April 1980 zum Ordenspriester der Aleppinischen Basilianer (BA) geweiht. Am 25. August 1992 wurde er zum Weihbischof im Melkitischen Patriarchat von Antiochien berufen und gleichzeitig zum Titularbischof von Pelusium dei Greco-Melkiti ernannt. Der Patriarch von Antiochien Erzbischof Maximos V. Hakim spendete ihm am 25. August 1992 die Bischofsweihe. Mitkonsekratoren waren Néophytos Edelby BA und François Abou Mokh BS.
Am 9. Februar 2006 wählte ihn die Bischofssynode der Melkitischen Griechisch-Katholischen Kirche als Nachfolger von Abraham Nehmé zum Erzbischof von Homs.
Erzbischof Battikha war bis zu seinem Rücktritt Großprior des Patriarchalen Ordens vom Heiligen Kreuz zu Jerusalem und Mitkonsekrator bei den Erzbischöfen Elias Chacour und Michel Abrass BA.
Am 6. September 2010 nahm Papst Benedikt XVI. das Rücktrittsgesuch Battikhas, gemäß dem Codex Canonum Ecclesiarum Orientalium (CCEO) can. 210 § 1 an. Die Gründe seines Rücktritts sind nach wie vor unbekannt, der Bischofssitz von Homs ist seit dem 23. Juni 2012 mit Erzbischof Abdo Arbach wieder besetzt.